# کاترین تیت
کاترین تیت (به انگلیسی: Catherine Tate) کمدین، بازیگر، و نویسندهٔ انگلیسی است. او در سریال مشهور بریتانیایی دکتر هو (در نقش دونا نوبل)، سریال اداره، و نیز در فیلم‌های عشق و بلایای دیگر، صحنه‌های یک ماهیت جنسی، شروع‌کننده برای ۱۰، مسابقات رالی جاده‌ای، دفترچه راهنمای مادر بد، و مونت‌کارلو نیز ایفای نقش کرده است.